# تكيفية

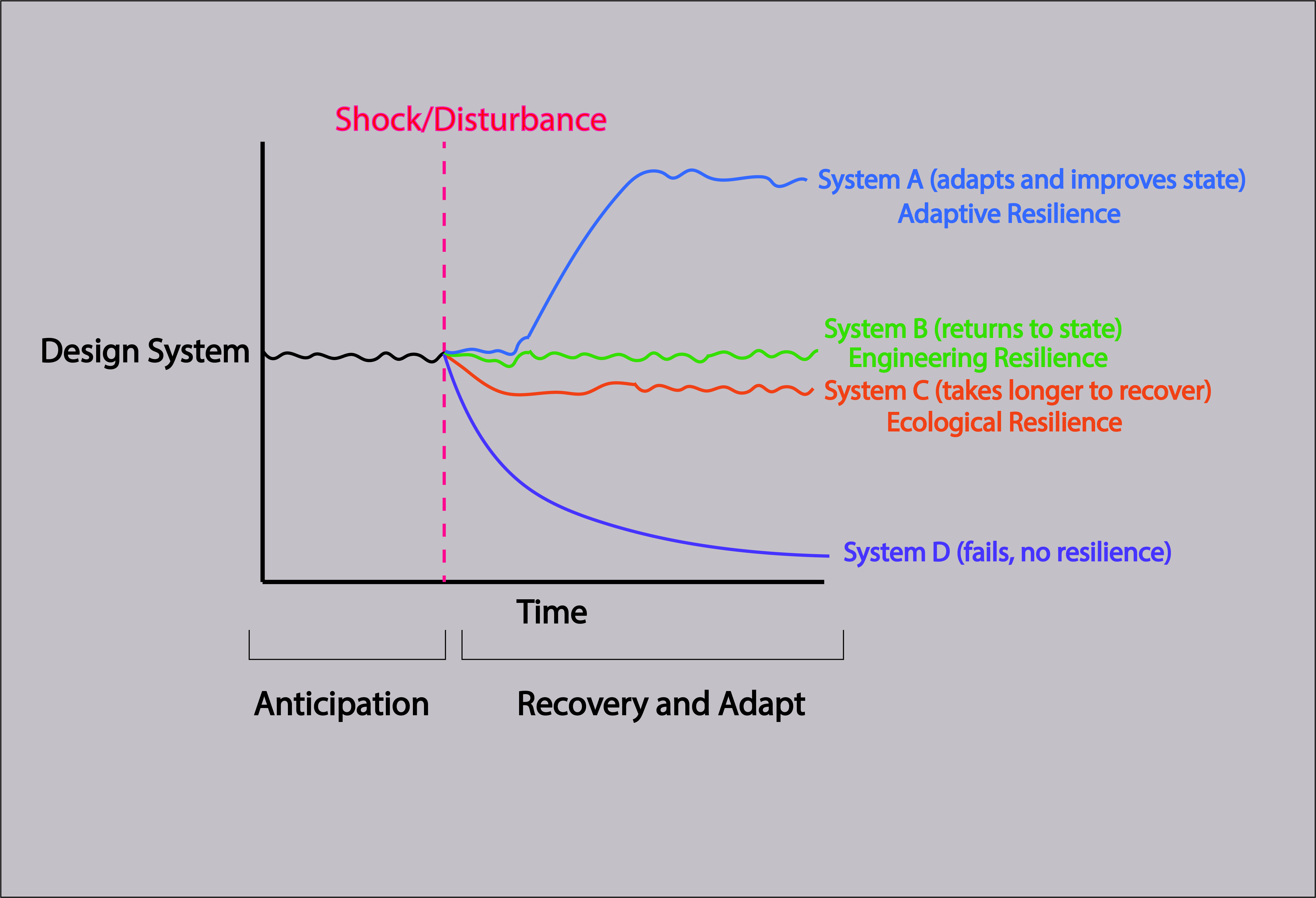
أنواع المرونة ودورها في تعزيز التكيفية ضمن النظم والعمليات

التكيفية أو قابلية التكيف أو القدرة على التكيف (بالإنجليزية: Adaptability)‏، هي سمة من سمات نظام ما أو عملية. وقد صيغت هذه الكلمة لاستخدامها كمُصطلح متخصص في مختلف المجالات وفي العمليات التجارية. تعاريف التكيفية كمصطلح متخصص تختلف قليلاً عن تعريفات القاموس. التكيفية في مجال الإدارة التنظيمية يمكن عموماً أن يُنظر إليها على أنها القدرة على تغيير شيء أو نفسه لتناسب حدوث التغييرات. في البيئة، وقد وُصفت القدرة على التكيف والقدرة على التعامل مع اضطرابات غير متوقعة في البيئة.
وفيما يتعلق بالنظم والعمليات التجارية والصناعية، يُنظر إليها بصورة متزايدة كعامل مهم للكفاءة والنجاح  الاقتصادي. وعلى النقيض من ذلك، فإن القدرة على التكيف والكفاءة معارضة لبعضهما البعض في النظم البيولوجية والإيكولوجية، مما يتطلب إجراء مقايضة، لأن كلا الأمرين عاملان هامان في نجاح هذه النظم. ولتحديد قابلية عملية أو نظام للتكيف، ينبغي التحقق من صحة بعض المعايير.

## تطوير استخدام المصطلح
في علوم الحياة يستخدم مصطلح التكيفية بشكلٍ مختلف. في إشارة إلى قياس معين للكائنات الحية في نظام بيئي، أو أي نظام فرعي من الكائنات الحية، مثل مجموعة من نوع واحد، فرد، خلية، بروتين أو جين.
في مجال البحوث التقنية يُنظر إليها على أنها ميزة منذ أواخر عقد 1990. حيث تم تقديمها على أنها ضرورية لنظام التصنيع في عام 1999. وبرزت الحاجة إلى النظر في القدرة على التكيف في سياق تخطيط المصانع، حيث يكون هدف تطوير نظم معيارية قابلة للتكيف.